# Верхнєпогромне
Верхнєпогромне (рос. Верхнепогромное) — село у Середньоахтубінському районі Волгоградської області Російської Федерації.
Населення становить 1963  особи. Входить до складу муніципального утворення Верхньопогроменське сільське поселення.

## Історія
Село розташоване у межах українського історичного та культурного регіону Жовтий Клин.
Згідно із законом від 5 квітня 2005 року № 1040-ОД органом місцевого самоврядування є Верхньопогроменське сільське поселення.

## Населення
| 1859 | 1904  | 1914  | 2010  |
| ---- | ----- | ----- | ----- |
| 1859 | ↗5419 | ↗6510 | ↘1963 |